# Vertretung des Saarlandes bei der Europäischen Union
Die Vertretung des Saarlandes bei der Europäischen Union in Brüssel ist die Landesvertretung des Saarlandes  bei der Europäischen Union mit Sitz in Brüssel. Sie unterstützt das Land in der Umsetzung seiner Europapolitik.

## Organisation
Das Informationsbüro in Brüssel gehört organisatorisch zum Ministerium für Finanzen und Europa.

## Aufgaben und Ziele
Die Vertretung des Saarlandes bei der Europäischen Union nimmt die Interessen des Landes auf europäischer Ebene wahr:
- Sie informiert frühzeitig die Landesregierung über europapolitische Entwicklungen und nimmt landesspezifische Interessen bei den EU-Institutionen wahr.
- Sie berät Wirtschaft, Verbände, Forschungseinrichtungen bei der Nutzung von EU-Förderprogrammen und vermittelt Kontakte.
- Sie ist Ansprechpartner für die Kommunen und Landkreise, die Unternehmen, Bildungs- und Forschungseinrichtungen sowie einzelne Bürger.